# Smolno (Lubczyna)
Smolno – nieoficjalna część wsi Lubczyna w Polsce, położona w województwie zachodniopomorskim, w powiecie goleniowskim, w gminie Goleniów.

## Historia
Pierwsza wzmianka o osadzie Theerofen bei Lübzin pochodzi z 1838 roku, odnotowano około 30 mieszkańców. Po roku 1945 zmieniono nazwę na Smolno, chociaż używano także tłumaczenia niemieckiej nazwy (Lubczyna-Kolonia). Osada wchodziła wtedy w skład sołectwa Lubczyna. Obecnie osada to kilka domów przy drodze z Goleniowa na Lubczynę (ulica Lipowa), wchodzące w skład wsi Lubczyna. Znajdowała się tutaj leśniczówka Jankowo. Osada położona na skraju Puszczy Goleniowskiej i Doliny Dolnej Odry (łąki).
Do 1945 r. poprzednią niemiecką nazwą osady była Theerofen. W 1948 r. ustalono urzędowo polską nazwę osady Smolno.